# Radio Slovenia International
Radio Slovenija International ali Radio Si je radijska postaja v Mariboru, ki deluje v sklopu RTV Maribor. Primarno je namenjena tujim poslušalcem v Sloveniji. 
Več kot 85 % celotnega radijskega časa predstavlja predvajanje raznolike glasbe, medtem ko je ostali čas namenjen predvajanju novic, oddaj in dugih vsebin v angleščini in nemščini.

## The Radio Si Standouts
Radio Si že vrsto let razpisuje natečaj The Radio Si Standouts, na katerega se izvajalci prijavijo z demoposnetki še neobjavljenih skladb. Izbranci natečaja svojo skladbo posnamejo v Studiu 22 Regionalnega RTV-centra Maribor in nastopijo na Radio Si Main Stageu.
Izbranci natečaja
| 2020 | 2021                                                                                          | 2022                                                                     | 2023                                                                                  | 2024                                                                    |
| --- | --------------------------------------------------------------------------------------------- | ------------------------------------------------------------------------ | ------------------------------------------------------------------------------------- | ----------------------------------------------------------------------- |
| - Wckd Nation ft. Vazz (»Come Over, Come By«) - Itch (»Dust«) - Rumejts (»Blue Dahlia«) - Rooster's Cocktail (»Wasting Time«) - AKA Neomi (»The View«) | - Mojstri pasivne agresije (»Idiot«) - Funk Fu (»Skica srečanj«) - Pine Tree (»Their Melody«) | - NoAir (»Rather«) - Sara Lamprečnik (»1x povem«) - Lusterdam (»Pikice«) | - Dva ponoči (»Diham«) - The Black Proteus (»Chasing Dreams«) - Jim (»Mavrično telo«) | - Ember (»Enosmerna«) - Eva Pavli (»S tabo«) - Žan Videc (»Med oblaki«) |
| 2025 (132 izvajalcev) |                                                                                               |                                                                          |                                                                                       |                                                                         |
| - Harpier (»2000 let«) - Infected (»Shapeshifters«) - Zha (»Če bila bi«)                                                                               |                                                                                               |                                                                          |                                                                                       |                                                                         |

1. ↑  Leta 2020 je natečaj potekal pod imenom »35 Years for You« in je bil zastavljen kot del obeležbe 35-letnice radia.